# 克雷姆斯基大桥

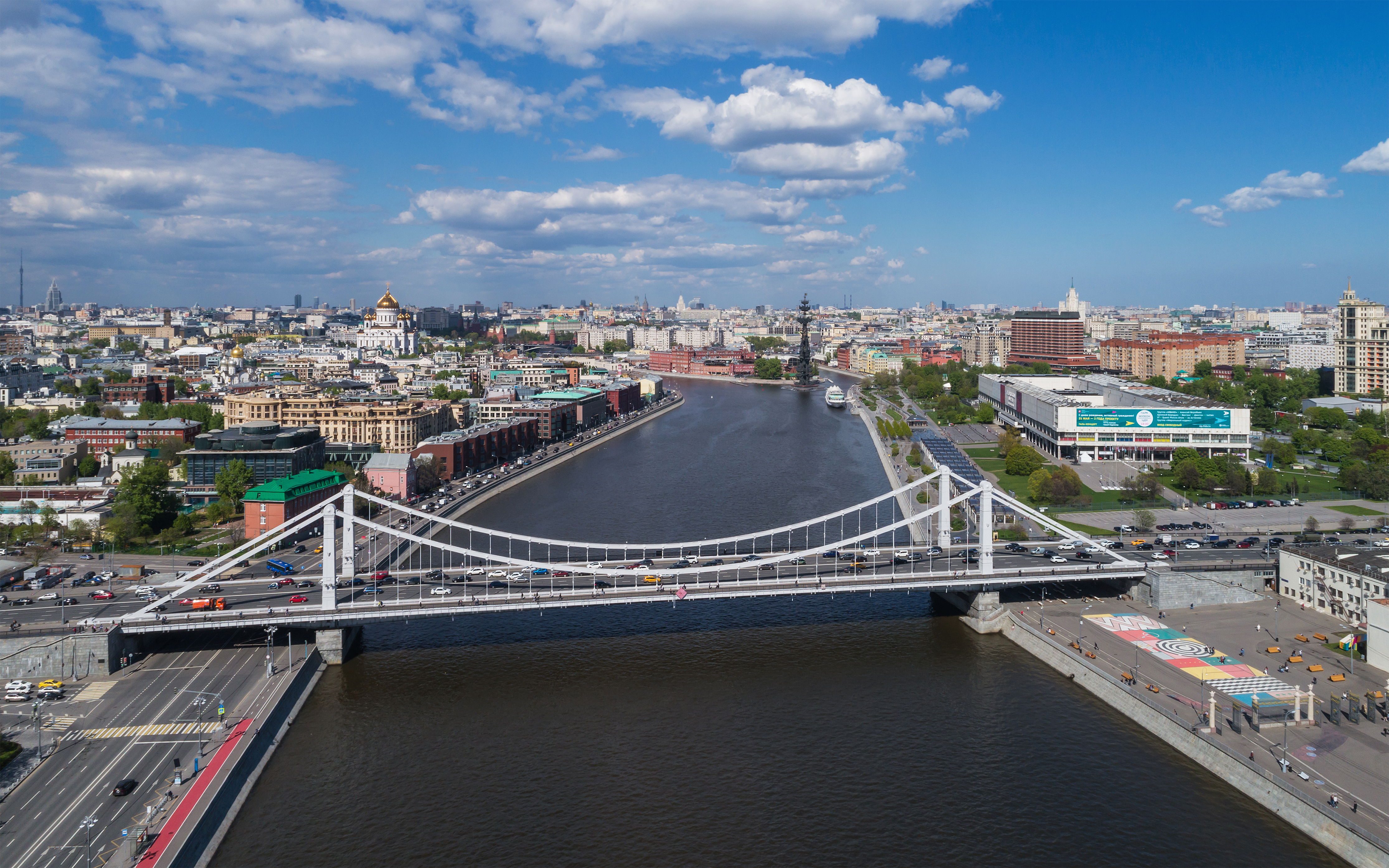
2017年的克雷姆斯基大桥，背后可见特列季亚科夫画廊

55°44′02″N 37°35′56″E / 55.73389°N 37.59889°E
克雷姆斯基大桥（羅馬化：Krymsky most）是俄羅斯莫斯科一条钢造悬索桥，因许多人在上面自杀而闻名。第一代的浮桥早于1786年落成。大桥横跨莫斯科河，位于克里姆林宫西南1800米处。大桥属于花园环路的一部分，邻近的地铁站为文化公园站和十月站。